# 德陽區
德陽區（： Deogyang-gu */?）是韓國京畿道高陽市所轄的一般區，為該市面積最大、人口最多的區，也是高陽市廳所在地。

## 歷史
- 1996年3月1日：高陽市設置德陽區及一山區（朝鲜语：일산구）。

## 行政區劃
德陽區行政區劃分為21行政洞或32法定洞，其下再分為397統、2,387班。
- 舟橋洞（주교동）
- 元新洞（원신동）
- 興道洞（흥도동）
- 星沙1洞（성사1동）
- 星沙2洞（성사2동）
- 孝子洞（효자동）
- 三松1洞（삼송1동）
- 三松2洞（삼송2동）
- 昌陵洞（창릉동）
- 高陽洞（고양동）
- 官山洞（관산동）
- 陵谷洞（능곡동）
- 花井1洞（화정1동）
- 花井2洞（화정2동）
- 幸州洞（행주동）
- 幸信1洞（행신1동）
- 幸信2洞（행신2동）
- 幸信3洞（행신3동）
- 幸信4洞（행신4동）
- 花田洞（화전동）
- 大德洞（대덕동）

## 交通
韓國鐵道公社
- ●首都圈電鐵3號線：大谷站 - 花井站 - 元堂站 - 元興站 - 三松站 - 紙杻站
- ●首都圈電鐵京義·中央線：大谷站 - 陵谷站 - 幸信站 - 江梅站 - 韓國航空大站